# Buckhead Ridge
Buckhead Ridge es un lugar designado por el censo ubicado en el condado de Glades en el estado estadounidense de Florida. En el Censo de 2010 tenía una población de 1.450 habitantes y una densidad poblacional de 369,78 personas por km².

## Geografía
Buckhead Ridge se encuentra ubicado en las coordenadas 27°7′53″N 80°53′11″O / 27.13139, -80.88639. Según la Oficina del Censo de los Estados Unidos, Buckhead Ridge tiene una superficie total de 3.92 km², de la cual 3.62 km² corresponden a tierra firme y (7.6%) 0.3 km² es agua.

## Demografía
Según el censo de 2010, había 1.450 personas residiendo en Buckhead Ridge. La densidad de población era de 369,78 hab./km². De los 1.450 habitantes, Buckhead Ridge estaba compuesto por el 97.79% blancos, el 0.62% eran afroamericanos, el 0.69% eran amerindios, el 0.07% eran asiáticos, el 0% eran isleños del Pacífico, el 0.07% eran de otras razas y el 0.76% pertenecían a dos o más razas. Del total de la población el 2.07% eran hispanos o latinos de cualquier raza.